# Текуч
Текуч (рум. Tecuci) — місто в Румунії, в повіті Галац. Розташоване у Румунській Молдові над річкою Бирлад. 53 тис. осіб (2002).

## Історія
Вперше згадане у документах під 1134 роком.
У XII столітті місто набуло значення у зв'язку з експансією Галицького князівства на південь. Місто було важливим осередком Берладського князівства.
Згодом входив до Османської імперії, Молдовського князівство. Тут біля міста сталася битва 1476 року між Молдовським господарем Штефаном Великим і турками.
У королівській Румунії було центром Текуцького повіту.
Ніколає Чаушеску збільшив місто шляхом переселення мешканців передмість до міста.

## Господарство
Машинобудування, меблева й харчова промисловість.

## Уродженці й відомі особистості
- Александру Теріачіу (1829 — 1893) — міністр закордонних справ Румунії.
- Віктор Стенкулеску (1928 — 2016) — генерал Збройних Сил Румунії; Міністр Національної оборони Румунії (1990-1991), керівник придушення повстання у Тімішоарі.
- Михайло Ковенко — очільник української громади в місті, лідер української військової еміграції в Румунії, член Центральної Ради, командир загонів Вільного козацтва.
- Генрик Чіхоскі (1872—1950) — румунський військовик, генерал-лейтенант.